# Andacollo (documental)
Andacollo es un cortometraje documental chileno de 1958 producido y dirigido por el matrimonio de cineastas conformado por Jorge Di Lauro y Nieves Yankovic.
Es la primera obra de autoría de la pareja y es considerada una de las películas fundacionales del denominado “Nuevo cine chileno”.

## Sinopsis
Este documental muestra la celebración del día de la Virgen de Andacollo, desde el 25 de diciembre, fecha de la llegada de los peregrinos hasta su partida, a los tres días de su inicio. Se muestra la entrada al templo y la salida de la figura de la virgen para ser paseada por las calles de Andacollo. Bailes en su honor, mandas y cumplimientos de mandas hasta que la Virgen vuelve al templo.

## Estructura
El documental está estructurado en función de las situaciones principales que explican el desarrollo de la
fiesta, ellas se ordenan en sentido cronológico, enfatizando los momentos que dan cuenta del fervor religioso del
pueblo. Esta organización no pretende más que segulr el
curso natural de las celebraciones, seleccionando las acciones más vivas que expresan la profundidad de la devoción popular hacia la Virgen.
El documental observa y registra la fiesta y se sitúa en la posición
de los fieles. “Andacollo” es una sola gran
secuencia cuyas unidades corresponden a diversos momentos del comienzo, desarrollo y fin de la fiesta: la gente sube al amanecer a pie, en microbuses, en camiones;
se describe la geografía del lugar. Esa multitud llega a
Andacollo; se inicia la fiesta, el desfile, la misa; se realizan los bailes y peticiones a la Virgen; cumplimiento de
“mandas” en el interior de la iglesia; la noche, los bailes
continúan; amanece. La gente descansa, algunos se fotografían; continúan las “mandas”. Despedida, la muchedumbre canta a la Virgen mientras la devuelve al Interior
de la iglesia; los peregrinos se despiden y se van.
En esta sencilla estructura todas las situaciones apuntan a expresar al mismo tiempo la forma de la fiesta y la
magnitud de la fuerza que mueve al pueblo a acudir a la
Virgen. La película, al seguir el curso de las celebraciones, se va cargando de esa fuerza y su desarrollo, a
través de la selección de las imágenes adquiere una
dramática intensidad.